# Gestorfer Beeke
Die Gestorfer Beeke ist ein etwa 5,3 km langer Bach hauptsächlich im Gebiet der niedersächsischen Stadt Pattensen in der Region Hannover.
Ihre Quelle liegt südöstlich des Stadtteils Gestorf der Stadt Springe, nach dem sie benannt ist. Von dort fließt sie in östlicher Richtung, unterquert die B 3, fließt am südlichen Ortsrand von Vardegötzen entlang und durch Jeinsen und mündet östlich von diesem Ort in die Leine.
Die Gestorfer Beeke sollte nicht mit dem auch die Beeke genannten Gestorfer Bach verwechselt werden.